# Orithyioidea
Orithyioidea is een monotypische superfamilie van krabben en omvat slechts één familie: 

## Familie
- Orithyiidae (Dana, 1852)